# Georges Altman
Pour les articles homonymes, voir Altman.
Georges Altman, né le 21 mai 1901 à Paris 14e et mort le 27 novembre 1960 à Paris 10e, est un journaliste, homme politique et résistant français.

## Biographie
Issu d'une famille d'origine russe, fils d'un médecin, Georges Altman fait ses études au Lycée Louis-le-Grand, puis à la Sorbonne. Engagé au sein des étudiants socialistes révolutionnaires de Jean de Saint-Prix et Marcel Ollivier en 1919, Altman se rapproche du parti communiste français et entre en 1922 à la rédaction de L'Humanité. Sous les auspices du directeur littéraire du journal, Henri Barbusse, il assure à partir de 1927 la rubrique Vie littéraire du quotidien. Il collabore aussi aux Cahiers du bolchévisme.
En 1928, il est candidat du PCF aux législatives dans la Manche. Mais, l'année suivante, il est licencié du journal communiste pour cause de désaccord avec la ligne politique du parti.
Il participe alors à la revue Monde, animée par Henri Barbusse. Il en est une des chevilles ouvrières. Il écrit également dans le périodique La Lumière, de Georges Boris. Il publie en 1931 un ouvrage sur le cinéma soviétique, dans le sillage de Léon Moussinac : Le Cinéma russe. En décembre 1932 il entre à la rédaction parisienne du Progrès de Lyon.
C'est par le biais de ce journal, dont la rédaction est proche de la résistance, qu'il prend contact avec Élie Péju et le groupe de résistance Franc-Tireur. Il entre en clandestinité en mars 1942 et devient un des principaux rédacteurs du journal Franc-Tireur. En février 1944, il supervise la parution de l'édition parisienne, toujours clandestine, du journal. Il est arrêté par les Allemands en juillet, mais est libéré le 18 août, la veille de l'insurrection parisienne.
Il devient alors rédacteur en chef du journal Franc-Tireur, et repousse (en 1948) la proposition de fusion avec Libération.
En 1948, il participe à la création du Rassemblement démocratique révolutionnaire, expérience sans lendemain. Il rejoint le syndicat Force ouvrière, profondément anti-communiste, en 1948.
Après le rachat de Franc-Tireur par Cino Del Luca, qui le transforme en Paris-Journal en 1958, Altman ne tarde pas à quitter le journal. Il rejoint alors brièvement le Figaro, avant d'assurer la direction du service de presse d'André Malraux, nommé Ministre de la Culture.

## Distinctions
- Officier de la Légion d'honneur (2 septembre 1954)[4]
- Médaille de la Résistance française avec rosette (24 avril 1946)[5]

## Publication
- Notre « Narbonne » de la Résistance [ Marc Bloch ], Les Cahiers politiques, mars 1945, reproduit dans La République du Silence, Harcourt, Brace and Company, New York, 1947, p. 306-311